# Kako misliš mene nema?
Kako misliš mene nema!? predstava Ivice Boban jedna je od najgledanijih predstava kazališta Teatra Exit, te jedna od najgledanijih predstava hrvatskog kazališta u prvoj polovici 21. stoljeća. 
Projekt je nastao na tragu studijskog istraživanja i ispitne produkcije iz glume i scenskog pokreta na Akademiji dramske umjetnosti u Zagrebu, kao 'rad u nastajanju' Majstorske radionice ADU i Teatra Exit, gdje se kroz iskustvo susreta i suradnje s publikom i dalje razvija i oblikuje.
Reakcije publike već na premijeri su bile sjajne, kako bilježi i Slobodna Dalmacija: "…Desetak aplauza na otvorenoj sceni, smijeh i suze u publici, nesuzdržane glasne reakcije iz gledališta, dugotrajne ovacije nakon završetka - takva atmosfera pratila je premijeru predstave Kako misliš mene nema!?…"
Premijera predstave bila je 20. travnja 2007. godine. 200. izvedba proslavljena je 8. svibnja 2010. godine. 15. prosinca 2019. godine proslavljena je 450. izvedba ove dugovječne predstave. Svečana 500. izvedba odigrana je 13. prosinca 2024. godine.

## Autorski tim
Igraju: Filip Juričić, Amar Bukvić

Autorica projekta, režija i scena: Ivica Boban

Dramaturška suradnica i asistentica režije: Olja Lozica

Kostimi: Doris Kristić

Oblikovanje svjetla i projekcije: Deni Šesnić

## Nagrade
Nagrada hrvatskog glumišta, 2007.

- izuzetno ostvarenje mladog umjetnika do 28 godina: Amar Bukvić

31. Dani satire, 2007.

- glumačke nagrade: Amar Bukvić i Filip Juričić

Međunarodni festival komornog teatra Zlatni lav, 2007.

- glumačke nagrade: Amar Bukvić i Filip Juričić

Mostarska liska, 2009.

- velika mostarska liska publike za najbolju predstavu u cjelini

- Mostarska liska za najboljeg glumca: Amar Bukvić i Filip Juričić

Festival mladog glumca, Banja luka, 2009.

- jednoglasna specijalna nagrada žirija za inventivnost i maštovitost u razradi likova i odličan primjer angažiranog teatra: Amar Bukvić i Filip Juričić